# Aydoilles
Aydoilles és un municipi francès, situat al departament dels Vosges i a la regió del Gran Est. L'any 2007 tenia 1.060 habitants.

## Demografia

### Població
El 2007 la població de fet d'Aydoilles era de 1.060 persones. Hi havia 396 famílies, de les quals 64 eren unipersonals (24 homes vivint sols i 40 dones vivint soles), 148 parelles sense fills, 164 parelles amb fills i 20 famílies monoparentals amb fills.
La població ha evolucionat segons el següent gràfic:
Habitants censats

### Habitatges
El 2007 hi havia 425 habitatges, 397 eren l'habitatge principal de la família, 10 eren segones residències i 18 estaven desocupats. 395 eren cases i 27 eren apartaments. Dels 397 habitatges principals, 336 estaven ocupats pels seus propietaris, 56 estaven llogats i ocupats pels llogaters i 5 estaven cedits a títol gratuït; 1 tenia una cambra, 8 en tenien dues, 28 en tenien tres, 74 en tenien quatre i 286 en tenien cinc o més. 348 habitatges disposaven pel capbaix d'una plaça de pàrquing. A 128 habitatges hi havia un automòbil i a 246 n'hi havia dos o més.

### Piràmide de població
La piràmide de població per edats i sexe el 2009 era:
| Homes | Edats   | Dones |
| ----- | ------- | ----- |
| 0     | 95 o +  | 0     |
| 0     | 90 a 94 | 0     |
| 0     | 85 a 89 | 0     |
| 8     | 80 a 84 | 4     |
| 8     | 75 a 79 | 16    |
| 12    | 70 a 74 | 16    |
| 12    | 65 a 69 | 20    |
| 16    | 60 a 64 | 16    |
| 32    | 55 a 59 | 16    |
| 40    | 50 a 54 | 52    |
| 56    | 45 a 49 | 44    |
| 52    | 40 a 44 | 40    |
| 60    | 35 a 39 | 64    |
| 24    | 30 a 34 | 36    |
| 16    | 25 a 29 | 16    |
| 48    | 20 a 24 | 24    |
| 56    | 15 a 19 | 56    |
| 48    | 10 a 14 | 60    |
| 40    | 5 a 9   | 40    |
| 32    | 0 a 4   | 4     |

## Economia
El 2007 la població en edat de treballar era de 724 persones, 532 eren actives i 192 eren inactives. De les 532 persones actives 500 estaven ocupades (270 homes i 230 dones) i 32 estaven aturades (12 homes i 20 dones). De les 192 persones inactives 81 estaven jubilades, 69 estaven estudiant i 42 estaven classificades com a «altres inactius».

### Ingressos
El 2009 a Aydoilles hi havia 395 unitats fiscals que integraven 1.088,5 persones, la mediana anual d'ingressos fiscals per persona era de 20.579 €.

### Activitats econòmiques
Dels 32 establiments que hi havia el 2007, 2 eren d'empreses extractives, 1 d'una empresa de fabricació d'altres productes industrials, 6 d'empreses de construcció, 8 d'empreses de comerç i reparació d'automòbils, 3 d'empreses de transport, 4 d'empreses immobiliàries, 5 d'empreses de serveis i 3 d'empreses classificades com a «altres activitats de serveis».
Dels 8 establiments de servei als particulars que hi havia el 2009, 1 era un taller de reparació d'automòbils i de material agrícola, 1 paleta, 1 lampisteria, 2 electricistes i 3 perruqueries.
Dels 3 establiments comercials que hi havia el 2009, 1 era un hipermercat, 1 un supermercat i 1 una joieria.
L'any 2000 a Aydoilles hi havia 13 explotacions agrícoles.

## Equipaments sanitaris i escolars
El 2009 hi havia 1 escola maternal i 1 escola elemental.

## Poblacions més properes
El següent diagrama mostra les poblacions més properes.